# Duisburg
Duisburg je grad u Njemačkoj u pokrajini Sjevernoj Rajni - Vestfaliji.

## Šport

### Nogomet
- MSV Duisburg

### Vaterpolo
- ASC Duisburg
- Duisburger SV 1898